# M/S Quantum of the Seas
M/S Quantum of the Seas är ett kryssningsfartyg ägt av bolaget Royal Caribbean International. Hon hade sin jungfruresa den 2 november 2014. Fartyget byggdes vid Meyer Werft, Papenburg.

## Historia
- Beställd den 11 februari 2011.
- Kölsträckt den 2 augusti 2013.
- Sjösatt den 9 augusti 2014.
- Jungfruresa den 2 november 2014 från Southampton. Ankom till New Jersey den 10 november.

## Om fartyget
M/S Quantum of the Seas erbjuder passagerarna en stor mängd olika typer av hytter, från tvåvånings loftsviter till mindre insideshytter. Skeppet erbjuder många innovativa och helt unika upplevelser som en fallskärmssimulator, en utsiktsgondol, radiobilar och dessutom allt annat som rederiet vanligtvis erbjuder i form av restauranger, barer, teater, casino, poolområden, spa, klätterväggar m.m.
Unikt för Quantum-klassens fartyg är att det ombord finns:
- En fallskärmssimulator (RipCord by I-fly)
- North Star - en utsiktsgondol som höjer sig på en arm 20 meter upp i luften ovanför fartyget
- Bionic Bar - en bar där robotarmar blandar drinkarna
- En tvåvåningars teater med bland annat musikaluppsättningar - första halvåret spelades en full uppsättning av Mamma Mia! ombord
- Radiobilbana